# Kirschsteinita
La kirschsteinita és un mineral de la classe dels silicats, que pertany al grup de l'olivina. Va ser descoberta l'any 1957 a Goma, Kivu Nord, República Democràtica del Congo i rep el seu nom en honor de l'alemany Egon Kirschstein, pioner en l'exploració geològica de l'àrea volcànica de Virunga a Kivu Nord.

## Característiques
La kirschsteinita és un silicat de fórmula química CaFe2+SiO₄. Cristal·litza en el sistema ortoròmbic en cristalls de fins a 0.5 mm. És de color verd clar, però es veu incolora en seccions prou primes. La seva duresa a l'escala de Mohs és 5,5.
Forma una sèrie de solució sòlida amb el mineral monticel·lita (CaMgSiO₄), en la qual la substitució gradual del magnesi per ferro va donant els diferents minerals de la sèrie.
Segons la classificació de Nickel-Strunz, la kirschsteinita pertany a «9.AC - Nesosilicats sense anions addicionals; cations en coordinació octaèdrica [6]» juntament amb els següents minerals: faialita, forsterita, glaucocroïta, laihunita, liebenbergita, tefroïta, monticel·lita, brunogeierita, ringwoodita i chesnokovita.

## Formació i jaciments
Existeixen jaciments de kirschsteinita a Algèria, l'Antàrtida, Argentina, Àustria, el Brasil, els Estats Units, França, l'Índia, Itàlia, el Kazakhstan, Mauritània, Mèxic, el Marroc, Namíbia, Polònia, la República Democràtica del Congo, Rússia, Sud-àfrica i Suècia. A Espanya n'existeix un jaciment a Pastrana, Múrcia.